# I/O (雑誌)
『I/O』（アイオー）は、日本初のマイコン専門雑誌（後のパソコン雑誌）である。1976年10月に、同年の11月号として日本マイクロコンピュータ連盟（いわゆる日コン連とは別団体で無関係）から創刊された。後に工学社の発行となる。

## 歴史
CQ出版で『インターフェース』誌の編集をしていた星正明が「ホビー・エレクトロニクスの情報誌」というキャッチフレーズで創刊した。創刊号は、40ページで300円。編集人は、当時大学2年生だった西和彦で、西の紹介によって郡司明郎、塚本慶一郎。塚本の友人である吉崎武も創刊に参加して、西や塚本らが複数のペンネームを使い分けて記事を執筆した。出版責任者は星、編集長は西が担当した。創刊当初は毎月25日発売、後に毎月18日に発売になった。創刊号の発行部数は3,000部程度で、秋葉原の各店に頭を下げて置かせてもらったという。好調な売れ行きに、星はCQ出版を退社して、工学社を起業した。創刊当時の『I/O』は、日本マイクロコンピュータ連盟の発行だったが、以後は工学社の発行となる。一方、西、塚本らは1977年5月に星と袂を分かってアスキー出版（後のアスキー）を創業し、6月にライバル誌となる『月刊アスキー』を創刊した。
マイコンブームの流れに乗って発行部数も順調に伸び、1978年時点では4万部に達した。またI/O別冊として発行された『マイコン徹底研究』も3刷で1万部を超えた。
当初はマイコンの応用として、ロボットなどメカの記事もあったが、マイコン活用がソフトウェアに移ると、徐々にマイコン専門雑誌となっていった。1980年前後には、『I/O』、『月刊アスキー』、『月刊マイコン』、『RAM』が4大マイコン雑誌と呼ばれ、この中で『I/O』は投稿雑誌的な色合いが強かった。特にゲームは月に300本の投稿があった中から面白かったものだけを厳選して掲載して誌面の中心に据えると、マイコン雑誌としてはトップの人気を誇った。
誌面にはBASICや機械語のプログラムリストが何ページにも渡って掲載された。ゲームについては、BASICよりも遥かに高速で実行され、アクションゲームにも有利な機械語で作成されたものがほとんどで、0からFまでの十六進数の数字が並んだ膨大なダンプリストが何ページにも渡って掲載された。この入力が大変だったことから、読者投稿プログラムをコンパクトカセットテープに収録し、COMPAC（コムパック）というブランドにより3,000円程度でパッケージ販売も行った。プログラムの作者には1割から2割の印税を支払っていた。PC-8001による機械語ゲームの投稿によって、芸夢狂人、次いで中村光一を輩出している。当時高校生だった中村光一が投稿で得たロイヤルティ収入は130万円を超えていたという。
ゲームは、オリジナル作品も多かったが、『ギャラクシアン』、『クレイジー・クライマー』、『スクランブル』など当時の人気アーケードゲームをメーカーに無断で移植したいわゆるクローンゲームが、続々と投稿、掲載されて誌面を飾った。しかし1982年になって、1982年5月号はPC-8001版『ニューラリーX』が『New RALLY-X』のままで掲載されたものの、8月号では『QIX』が『3 by 4』、9月号でベーシックマスターレベル3版『ギャラクシアン』が『GALAXY FLY』として掲載されるなど、以後は名称を変更するようになり、同様に前述の関連会社コムパックがパッケージソフト化して販売する際もそれまではアーケードゲームと同名だったものが同様に名称を変更して販売するようになった。
長大なダンプリストも相まって、500円台の本誌を購入すれば、人気のアーケードゲームの移植作品や高速なアクションゲームが入手できることで人気を呼び、広告も集まったことから、その後半分は広告ページが占め、ページ数にして、400ページを超え、電話帳並の分厚さを誇っていた。
1983年には電波新聞社の『マイコンBASICマガジン』の対抗誌として姉妹誌の『PiO』を出して、PC-6001シリーズなど、低価格の入門向け8ビットパソコンのゲームはPiOに掲載するようになった。
だが、対立して別れた西和彦のアスキーが提唱したパソコンの統一規格MSX登場時には1983年12月号で誌面をあげて批判的な立場にまわり、MSXを扱うことはほとんどなかった。パソコンが16ビット時代を迎え、MS-DOSの市販ソフトが主流になる時代には、月刊アスキーや日本ソフトバンク（現：SBクリエイティブ）の『Oh!PC』などに後れを取って、トップの座からは降りることになった。
前述のとおり、プログラムやハードの記事など、その多くが投稿記事で占められており、メインの記事以外にも、読者投稿欄としては、「あきはばらMAP」や「にっぽんばしMAP」など日本各地のパソコンショップ街ガイド、中古売買のI/Oバザール、ほぼ全ページのページ下の数行の読者投稿欄のI/Oプラザなど、投稿雑誌的な性格が色濃く、本体の回路図など、資料が掲載されることもあった。
2000年4月号で従来のB5サイズから三才ブックスの『ゲームラボ』などと同じA5サイズに変更。「電脳空間（サイバースペース）探検マガジン」を標榜し、地下街というコーナーを設けてP2P関連やエミュレータの記事などアングラもカバーするようになったが、2003年10月号からは「自作派のためのパソコン情報誌」を謳って露骨なアングラ臭をなくすようになり、さらに2006年4月号から誌面サイズをB5判に戻してアングラ系の地下街コーナーも完全になくし、刊行を続けている。
2004年4月号では、創刊号復刻版が付録に付いた。さらに同年5月号では創刊2号復刻版、6月号では創刊3号復刻版が付録に付いた。

## 関連人物
上記で紹介済の人物は除いている。
- きむらしんじ（イラストレーター） - DAN というほのぼのした動物風のキャラクターの作者
- はらJIN（イラストレーター）
- FURU（ライター） - ラジオの製作でも活躍